# Acta Publica
Acta Publica AB är en svensk journalistisk företag, researchgrupp och dokumentarkiv, som grundades 2016. Företaget tillhandahåller en rättsdatabas med ett mycket stort antal domstolshandlingar och andra offentliga dokument. Företaget genomför utredningar och sammanställer statistik baserat på dessa dokument, och på sociala nätverk och Darknet, för att kartlägga individer och företag med kopplingar till organiserad brottslighet eller extremism. Acta Publica säljer data som inkluderar information om kriminella och deras verksamheter, och levererar offentliga dokument till nyhetsredaktioner. Företagets tjänster utnyttjas även av forskningsinstitutioner och företag som har behov av bakgrundskontroller och CV-kontroller.

## Uppmärksammade avslöjanden
Acta Publica har bidragit till flera avslöjanden genom åren som har uppmärksammats av stora nyhetsredaktioner. Några av dessa inkluderar:
- 2017: Nyhetsbyrån Siren begärde ut det strafföreläggande som utlöste IT-skandalen på Transportstyrelsen,[3] lade in det i Acta Publicas arkiv och skickade ut det till sina kunder. Dokumentet avslöjade att Transportstyrelsens sparkade generaldirektör hade röjt hemliga uppgifter.
- 2020: 100 bolag kopplas till kriminella klaner.[4]
- 2021: Var femte lekmannaövervakare är själv dömd för brott.[5]
- 2022: Många politiker inblandade i brottsliga aktiviteter och med koppling till kriminella MC-gäng[6].
- 2022: Politiker med nazistisk eller annan högerextrem koppling.[7]
- 2023: Många som döms till sluten ungdomsvård återfaller i brott.[8]
- 2023: De flesta bakom påskupploppen är unga och tidigare ostraffade[9]
- 2023: Mer än ett halvt ton sprängmedel har stulits från byggarbetsplatser.[10]
- 2024: Intellektuellt funktionsnedsatta utnyttjas av kriminella gäng, och döms godtyckligt.[11][12]

## Namnets ursprung
Namnet "Acta Publica" (latin "offentliga handlingar") har sitt ursprung i det romerska riket, där det också kallades Acta diurna (dagliga krönikor), och var en officiell tidning med offentliga dokument och protokoll som var tillgängliga för allmänheten.

## Företagets historia
År 2016 slog Nyhetsbyrån Siren och Piscatus AB samman sina rättsdatabaser och bildade Acta Publica AB.  Piscatus hade startats 2010 av Martin Fredriksson tillsammans med Robert Aschberg, Jiri Pallas och vd Mikael Ekman, och de gick in som delägare i det nya bolaget tillsammans med Sirén.
Martin Fredriksson är Chief Technology Officer i Acta Publica, och Robert Aschberg styrelseordförande. Sedan 2019 är Matti Larsson vd, dessförinnan Mikael Ekman (sedan 2017), och innan det Christian Tamker.
Acta Publica är ett biföretag till Panoptes Sweden AB, som ska idka research och journalistisk verksamhet samt konsultverksamhet och rådgivning i anslutning härtill. Panoptes ligger också bakom Nyhetsbyrån Siren, och sommaren 2019 slogs bolagets verksamheter Siren och Acta Publica samman. Panoptes Sweden AB hade år 2022 13 anställda och hade en omsättning på 42 miljoner SEK. Aschberg är styrelseordförande även för detta. Acta Publica–gruppen innefattar även rapportföretaget Be Informed samt BeActa Holding.
Acta Publica är sedan 2021 återförsäljare för Stiftelsen Expos dom- och förundersökningsprotokoll, med dokument från 1970-talet om individer knutna till svensk högerextremism.

## Kontroverser
Kritiker har påpekat att företagets verksamhet, som innefattar att sälja personuppgifter från rättsdokument för bakgrundskontroller, inte alltid är lagliga. Företaget har försvarat sin verksamhet med att deras information är baserad på allmänna handlingar och är tillgänglig enligt yttrandefrihetsgrundlagen, eftersom Acta Publica har utgivningsbevis. Olika rättsinstanser har emellertid meddelat under år 2024 att personuppgifter i rättsdatabaser inte får säljas vidare till andra, med hänvisning till EU:s GDPR-lagstiftning, utan enbart får användas i journalistisk verksamhet.
Sverigedemokraterna har bemött statistik som framställer flera av deras politiker som "högerextrema" i Acta Publicas utredningar med att beteckna företagets grundare som "vänsterextrema".